# St. Moritz (Leutenbach)
St. Moritz ist ein Gemeindeteil der Gemeinde Leutenbach im Landkreis Forchheim (Oberfranken, Bayern). Der nur noch aus der gleichnamigen Wallfahrtskirche bestehende Ort liegt im äußersten Südwesten der Wiesentalb und befindet sich etwas mehr als einen Kilometer südöstlich des Ortszentrums von Leutenbach auf einer Höhe von 433 m ü. NHN.

## Geschichte
Die in einfachem gotischen Stil erbaute Kirche St. Moritz wurde im Jahr 1465 zum ersten Mal urkundlich erwähnt. Durch die zu Beginn des 19. Jahrhunderts im Königreich Bayern durchgeführten Verwaltungsreformen wurde St. Moritz mit dem Zweiten Gemeindeedikt 1818 ein Gemeindeteil der Ruralgemeinde Leutenbach. Zeitweilig war St. Moritz von einem Eremiten bewohnt, der in der zugehörigen Einsiedelei seine Unterkunft hatte.

## Verkehr
Die Staatsstraße 2242 führt etwas nördlich an St. Moritz vorbei, von dieser zweigt eine kurze Stichstraße ab, die zum Kirchengebäude führt. An dieser Abzweigung befindet sich ein Wanderparkplatz, der vom ÖPNV an einer Haltestelle der Buslinie 226 des VGN bedient wird. Der nächstgelegene Eisenbahnhaltepunkt befindet sich in Wiesenthau an der Wiesenttalbahn.

## Baudenkmäler

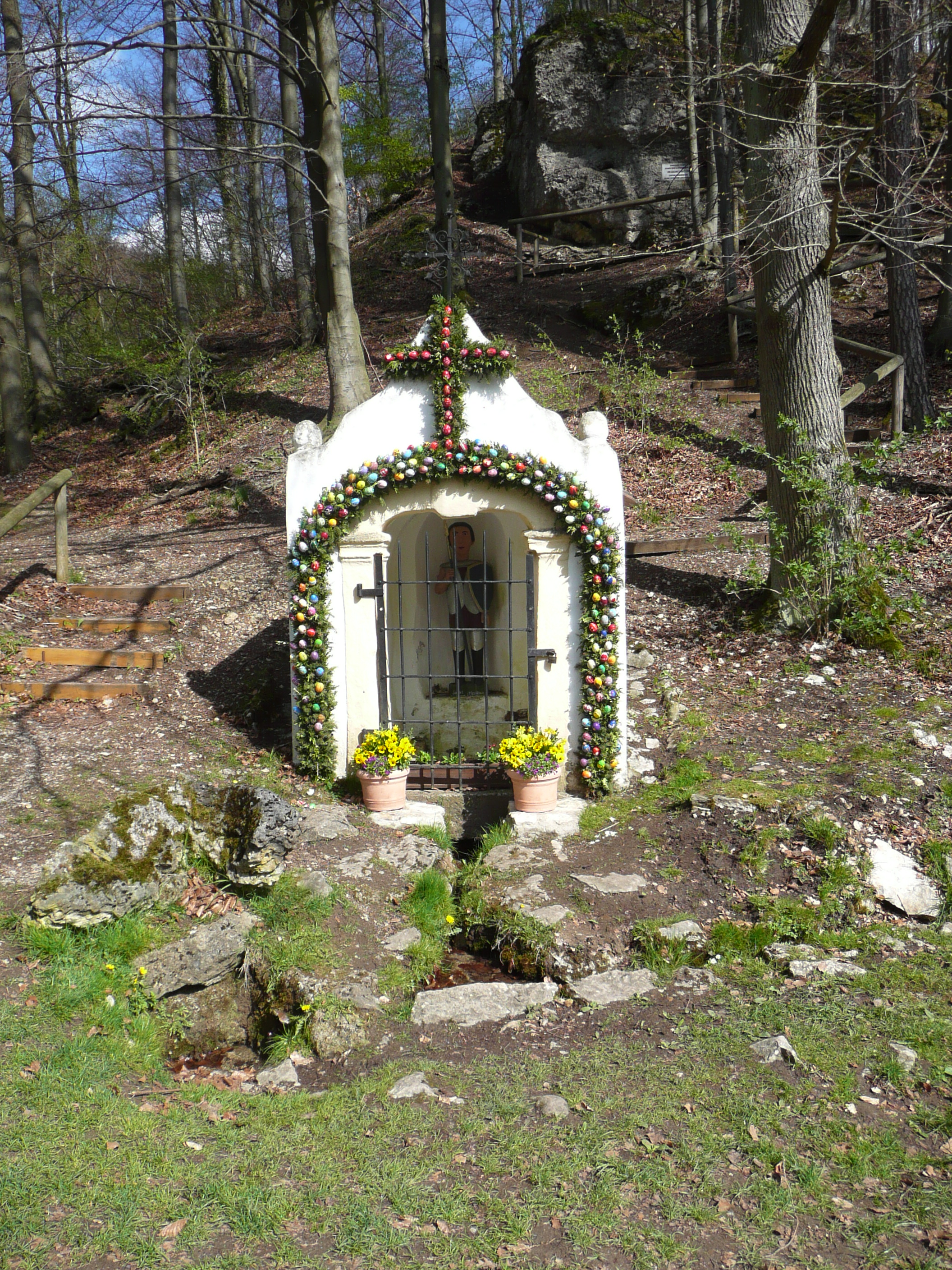
Aus der Zeit um die Mitte des 18. Jahrhunderts stammender Brunnen

In und um St. Moritz gibt es drei Baudenkmäler, darunter das Kirchengebäude, ein Brunnen in Form eines kleinen Kapellenbaus und eine Marter.